# Jabalcón

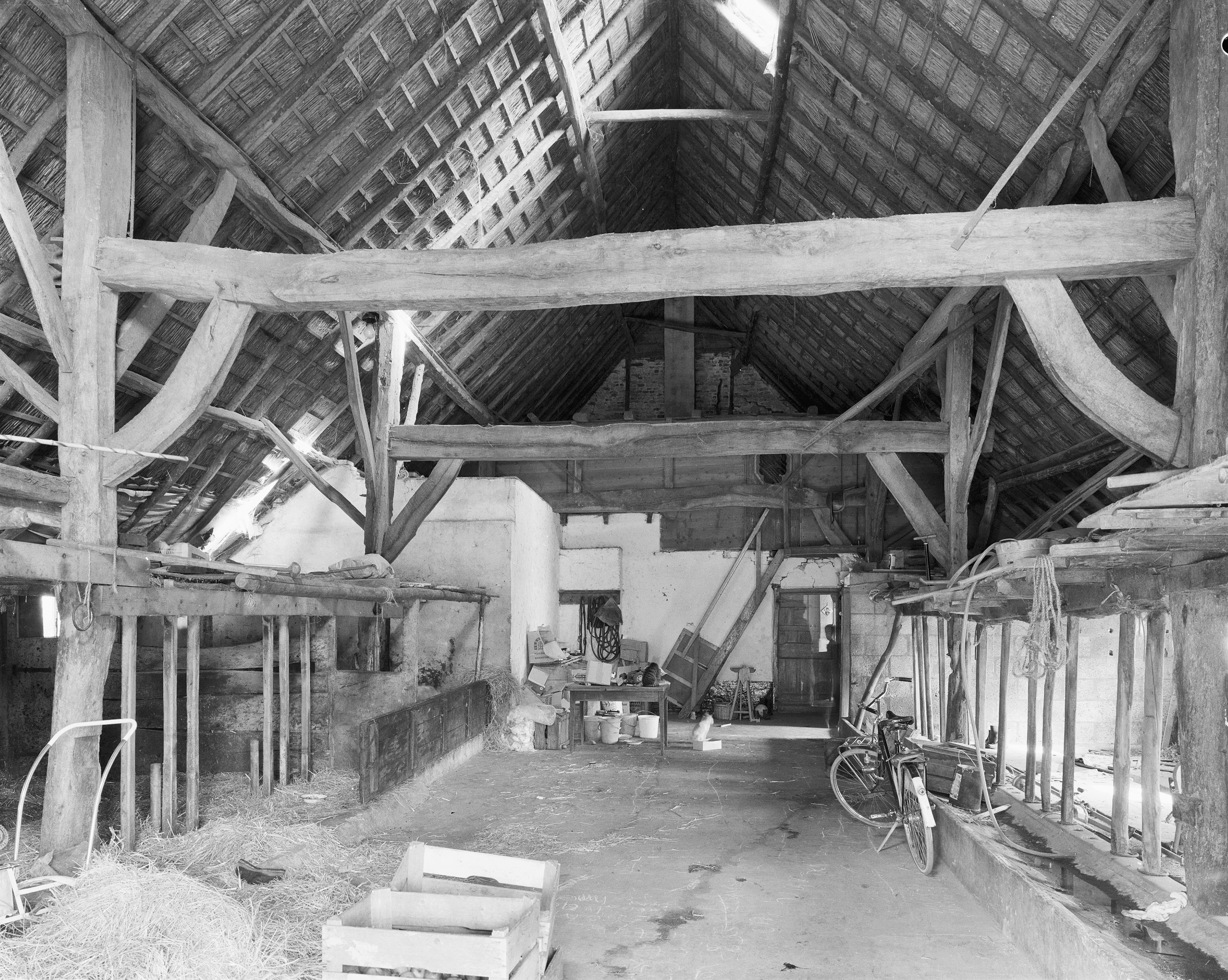
Interior de un granero en Ewijk (Países Bajos). En primero y segundo planos, 2+2 jabalcones curvos (en este caso), soportan dos grandes vigas horizontales en una armadura de madera.

Un jabalcón, jabalón o xabalcón (árabe: yabalun, "techo en forma de caballete"), asociado generalmente a las cubiertas, es una pieza de una estructura, colocada inclinada, que va ensamblada en otra vertical, a fin de apear a una tercera pieza, ya sea horizontal o inclinada.
El material utilizado para componer especialmente armaduras suele ser tradicionalmente la madera o el metal.
Se dice de una viga jabalconada, a la viga corta que sale de un paramento y apoya sobre un poste colgante y un jabalcón curvo, pudiendo dar apoyo a un falso tirante. Es especialmente utilizada en arquitectura gótica.
Se diferencia de la tornapunta en que mientras los jabalcones están ensamblados a una altura del pie derecho o paramento, las tornapuntas suelen partir del suelo. Adicionalmente, los jabalcones sostienen elementos horizontales apoyándose en verticales y las tornapuntas, al contrario, sostienen elementos verticales, apoyándose en horizontales.